# Witkowo (gemeente)
De gemeente Witkowo is een stad- en landgemeente in het Poolse woiwodschap Groot-Polen, in powiat Gnieźnieński.
De zetel van de gemeente is in Witkowo.
Op 30 juni 2004 telde de gemeente 13 532 inwoners.

## Oppervlakte gegevens
In 2002 bedroeg de totale oppervlakte van gemeente Witkowo 184,4 km², waarvan:
- agrarisch gebied: 65%
- bossen: 21%

De gemeente beslaat 14,7% van de totale oppervlakte van de powiat.

## Demografie
Stand op 30 juni 2004:
| Omschrijving                   | Totaal | Totaal | Vrouwen | Vrouwen | Mannen | Mannen |
| ------------------------------ | ------ | ------ | ------- | ------- | ------ | ------ |
| eenheid                        | aantal | %      | aantal  | %       | aantal | %      |
| inwoners                       | 13 532 | 100    | 6794    | 50,2    | 6738   | 49,8   |
| bevolkingsdichtheid (inw./km²) | 73,4   | 73,4   | 36,8    | 36,8    | 36,5   | 36,5   |

In 2002 bedroeg het gemiddelde inkomen per inwoner 1271,54 zł.

## Administratieve plaatsen (sołectwo)
Chłądowo, Czajki, Ćwierdzin, Dębina, Folwark, Gaj, Gorzykowo, Jaworowo, Kamionka, Kołaczkowo, Malenin, Małachowo-Kępe, Małachowo-Wierzbiczany, Małachowo-Złych Miejsc, Mąkownica, Mielżyn, Odrowąż, Ostrowite Prymasowskie, Piaski, Ruchocin, Ruchocinek, Skorzęcin, Sokołowo, Strzyżewo Witkowskie, Wiekowo, Witkówko.

## Overige plaatsen
Głożyny, Kierkowo, Królewiec, Krzyżówka, Małachowo-Szemborowice, Opiłka, Popielarze, Raszewo, Stary Dwór, Wierzchowiska.

## Aangrenzende gemeenten
Gniezno, Niechanowo, Orchowo, Powidz, Strzałkowo, Trzemeszno, Września